# Italië op de Paralympische Zomerspelen 2024
Italië zal deelnemen aan de Paralympische Zomerspelen 2024 in Parijs, Frankrijk.

## Medailleoverzicht
| Medaille | Naam                                   | Sport       | Onderdeel                       | Datum            |
| -------- | -------------------------------------- | ----------- | ------------------------------- | ---------------- |
| Goud     | Carlotta Gilli                         | Zwemmen     | 100 m vlinderslag S13 (v)       | 29 augustus 2024 |
| Goud     | Francesco Bocciardo                    | Zwemmen     | 200 m vrije slag S5 (m)         | 29 augustus 2024 |
| Goud     | Stefano Raimondi                       | Zwemmen     | 100 m schoolslag SB9 (m)        | 30 augustus 2024 |
| Goud     | Stefano Raimondi                       | Zwemmen     | 100 m vrije slag S10 (m)        | 1 september 2024 |
|          |                                        |             |                                 |                  |
| Zilver   | Simone Barlaam                         | Zwemmen     | 400 m vrije slag S9 (v)         | 29 augustus 2024 |
| Zilver   | Efrem Morelli                          | Zwemmen     | 50 m schoolslag SB3 (m)         | 29 augustus 2024 |
| Zilver   | Carlotta Gilli                         | Zwemmen     | 400 m vrije slag S13 (v)        | 31 augustus 2024 |
| Zilver   | Francesco Bettella                     | Zwemmen     | 50 m rugslag S1 (m)             | 31 augustus 2024 |
|          |                                        |             |                                 |                  |
| Brons    | Lorenzo Bernard Piloot: Davide Plebani | Wielersport | individuele achtervolging B (m) | 29 augustus 2024 |
| Brons    | Vittoria Bianco                        | Zwemmen     | 400 m vrije slag S9 (v)         | 29 augustus 2024 |
| Brons    | Angela Procida                         | Zwemmen     | 100 m rugslag S2 (v)            | 29 augustus 2024 |
| Brons    | Francesco Bettella                     | Zwemmen     | 100 m rugslag S1 (m)            | 29 augustus 2024 |
| Brons    | Monica Boggioni                        | Zwemmen     | 200 m vrije slag S5 (v)         | 29 augustus 2024 |
| Brons    | Monica Boggioni                        | Zwemmen     | 100 m vrije slag S5 (v)         | 30 augustus 2024 |
| Brons    | Carlotta Gilli                         | Zwemmen     | 100 m rugslag S13 (v)           | 30 augustus 2024 |
| Brons    | Antonino Bossolo                       | Taekwondo   | -63kg (m)                       | 30 augustus 2024 |
| Brons    | Alessia Scortechini                    | Zwemmen     | 100 m vrije slag S10 (v)        | 1 september 2024 |

## Aantal atleten
| Sport        | Mannen | Vrouwen | Totaal |
| ------------ | ------ | ------- | ------ |
| 9            | 7      | 16      |        |
| Badminton    | 0      | 1       | 1      |
| Bankdrukken  | 1      | 2       | 3      |
| Boogschieten | 3      | 6       | 9      |
| Judo         | 3      | 2       | 5      |
| Kanovaren    | 5      | 3       | 8      |
| Paardensport | 0      | 4       | 4      |
| Roeien       | 4      | 2       | 6      |
| Schermen     | 6      | 4       | 10     |
| Schietsport  | 4      | 2       | 6      |
| Taekwondo    | 1      | 0       | 1      |
| Tafeltennis  | 4      | 3       | 7      |
| Tennis       | 1      | 0       | 1      |
| Triatlon     | 3      | 5       | 8      |
| Volleybal    | 0      | 12      | 12     |
| Wielersport  | 10     | 6       | 16     |
| Zwemmen      | 16     | 12      | 28     |
| Totaal       | 70     | 71      | 141    |

## Deelnemers en resultaten

### Roeien
Mannen
| atleet                                                                                        | onderdeel | series  | series | herkansingen | herkansingen | finale  | finale |
| atleet                                                                                        | onderdeel | tijd    | rang   | tijd         | rang         | tijd    | rang   |
| --------------------------------------------------------------------------------------------- | --------- | ------- | ------ | ------------ | ------------ | ------- | ------ |
| Giacomo Perini                                                                                | skiff PR1 | 9.08,50 | 2 H    | 9.24,49      | 2 FA         | DSQ     | DSQ    |
| Marco Frank Carolina Foresti Tommaso Schettino Greta Elisabeth Muti Stuurman:Enrico D'Aniello | vier      | 7.07,90 | 3 H    | 6.57,28      | 2 FA         | 7.15,63 | 6      |

Legenda: FA=finale A (medailles); FB=finale B (geen medailles); H=herkansing